# Благодарный сельский округ
Благода́рный сельский округ (каз. Благодар ауылдық округі) — ныне упразднённое административно-территориальное образование в Актюбинской области, находился в административном подчинении городской администрации (акимата) Актобе.

## Состав округа
Население сельского округа составляет 12 608 человек. Административный центр сельского округа располагается в селе Кенеса Нокина.
В состав округа входят 11 населённых пунктов: 
- село Беккул баба
- село Белогорка
- село Ульке
- село Белогорский карьер
- село Кенеса Нокина
- село Чилисай
- село Садовое
- село Украинка
- село Кызылжар
- село Акшат
- село Пригородное

## Учреждения образования
В ауле Кенеса Нокина функционирует детский сад. На территории сельского округа функционируют 3 средних, 3 основных и 1 начальная школы (в ауле Кенеса Нокина, ауле Беккул баба, селах Акшат, Белогорка, Кызылжар, Пригородное, Садовое), Актюбинская областная специализированная физико-математическая школа-интернат, Актюбинский сельскохозяйственный колледж им. Ш.Берсиева в ауле Кенеса Нокина, ежегодно выпускающий около 500 молодых специалистов.

## Учреждения здравоохранения
На территории данного сельского округа расположены 2 врачебные амбулатории в ауле Кенеса Нокина и в селе Пригородное, 5 фельдшерских пунктов в селах Акшат, Белогорка, Беккул баба, Садовое, Кызылжар, 1 аптека и детский противотуберкулезный санаторий «Чайка».